# والتر بودن
والتر بودن (بالإنجليزية: Walter Boden)‏ (6 أغسطس 1837 - 16 سبتمبر 1905 في المملكة المتحدة) هو لاعب كريكت بريطاني (وحمل سابقاً جنسية المملكة المتحدة لبريطانيا العظمى وأيرلندا). لعب مع نادي مقاطعة ديربيشاير للكريكت ‏.